# Thomas Heath Haviland
Pour les articles homonymes, voir Haviland (homonymie).
Thomas Heath Haviland est un homme politique canadien, né le 13 novembre 1822 à Charlottetown ou il est mort le 11 septembre 1895. Il sert comme Lieutenant-gouverneur de la province de l'Île-du-Prince-Édouard entre 1879 et 1884.